# YBCイブニング・スコープ
『YBCイブニングスコープ』（ワイビーシーイブニングスコープ）は、2005年4月4日から2022年3月25日まで山形放送（YBCラジオ）で放送されていた情報番組である。略称は「イブスコ」または「Eスコープ」。

## 放送時間
いずれも日本標準時。
- 月曜 - 金曜 16:40 - 18:25 （2005年4月4日 - 2007年3月30日）
- 月曜 - 金曜 16:40 - 18:29 （2007年4月2日 - 2008年3月28日）
- 月曜 - 金曜 16:45 - 18:10 （2008年3月31日 - 2008年9月26日）
- 月曜 - 金曜 16:45 - 18:30 （2008年9月29日 - 2009年4月3日）
- 月曜 - 金曜 17:46 - 18:10 （2009年4月6日 - 2022年3月25日）

## パーソナリティ
2009年4月3日までは、芳賀道也、小坂憲央、陣内倫洋、長澤紗希子、佐伯敏光、青山友紀、金本美紀、竹内久乃らYBCのアナウンサーたちが日替わりでパーソナリティを務めていた。
しかし、同年4月6日をもって番組の規模が大幅に縮小したのに伴い、これ以後は番組全体を担当するパーソナリティを設けておらず、アナウンサーたちは18時からの「6時のYBCニュースライナー・ウェザーインフォメーション」（取材協賛：山形新聞）のみを日替わりで担当していた。

## タイムテーブル
2022年3月の終了時点。
- 17:46 ドライビング・ナビ（交通情報）5時台
- 17:50 アーサー・ビナード 午後の三枚おろし（文化放送制作）
- 18:00 6時のYBCニュースライナー・ウェザーインフォメーション

## 荒川強啓とのCMコラボ
番組は、TBSラジオの『荒川強啓 デイ・キャッチ!』とコラボレーションした番組宣伝CMを2005年7月から2006年3月まで毎日流していた。同番組のパーソナリティである荒川強啓はYBC出身者であり、このCMで荒川による山形弁混じりの番宣が行われていた。